# Hedvig Wessel
Hedvig Wessel (Oslo, 25 agosto 1995) è una sciatrice freestyle norvegese, specialista nelle gobbe.
Nel 2014 partecipò per la prima volta alle Olimpiadi concludendo la gara di gobbe in ventiseiesima posizione.
Nel 2018 ha preso parte alle Olimpiadi di Pyeongchang, venendo eliminata nel primo turno della finale e classificandosi diciannovesima nella gara di gobbe.

## Palmarès

### Coppa del Mondo
- Miglior piazzamento in classifica generale: 15ª nel 2013.
- 1 podio:
  - 1 terzo posto